# Paulina Wengeroff

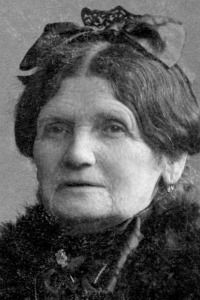
Paulina Wengeroff

Paulina Wengeroff (ur. 1833, zm. 1916) – rosyjsko-żydowska pisarka.

## Życiorys
Urodziła się w 1833r. w Bobrujsku na Białorusi jako Pesełe Epstein, a dorastała w zamożnej i bardzo pobożnej rodzinie w Brześciu Litewskim (Brisk). Ojciec Juda Epstein (zm. w 1879 r. w Warszawie) był badaczem Talmudu, producentem cegieł i wykonawcą dla cara w projektach drogowych i budowlanych – podobnie jak jego ojciec Szymon Semel Epstein (zm. w 1854 r. w Warszawie). Matka, której nie znamy imienia (zm. ok. 1860) była obrońcą tradycji i władzy rodzicielskiej. Prawdopodobnie miała siedmioro rodzeństwa. Żona Chonona Wengeroffa – chasyda, który stopniowo odchodził od tradycji żydowskich. Według wspomnień matka czwórki dzieci, które przeżyły dzieciństwo: Eliza, Szymon (ur. 1855, zm. 1920 – profesor historii literatury na Uniwersytecie w Petersburgu i krytyk, który nawrócił się na prawosławie), Włodzimierz (wiolonczelista), Sina (ur. 1867, zm. 1941 – krytyk literacki i tłumacz literatury europejskiej oraz rosyjskiej). Z innych źródeł wiemy jeszcze o trzech córkach: Izabella (ur. 1877, zm. 1956 – pianistka, która wykładała w Petersburgu i Stanach Zjednoczonych), Maria i Faina (ur. 1857, zm. 1944 – studiowała medycynę, a wraz z mężem przeszła konwersje na prawosławie, zaprzeczała żydowskiemu pochodzeniu).
Autorka II tomowej książki Wspomnienia Babci: Sceny z kultury historii Żydów w Rosji w XIX wieku (Memoiren einer Grossmutter: Bilder aus der Kulturgeschichte der Juden Russlands im 19 Jahrhundert) – tom I wyd. w 1908 r., a tom II wyd. w 1910 r. w języku niemieckim, a pierwotnie w języku jidysz. Napisana po zakończeniu haskali – ruch oświeceniowy intelektualnych żydów i społeczeństwa. Jak mówi sam tytuł są to wspomnienia epoki opowiedziane przez doświadczenia jednej kobiety i jej rodziny. Pierwszy przypadek, gdzie całe życie wykorzystano do przedstawienia historii żydowskiej. Opisuje perspektywę przejścia rosyjskiego żydostwa od tradycjonalizmu do nowoczesności, który doprowadza do tragedii – upadek kultury. Narracja skupia się nie tylko na kobietach, ale również na wartościach ich doświadczeń.
W tomie I najistotniejszą cechą są jej doświadczenia jako dziecko, tradycyjna kultura i gorzki portret niemocy kobiet w modernizacji społeczeństwa żydowskiego. Pisze dużo o postaci matki jako potężnej sile w gospodarstwie domowym. Jest ona źródłem tradycyjnych zachowań i władzy rodzicielskiej, ale wroga wobec powstania haskali. Przywołuje damskie tradycyjne rytuały, których była świadkiem w towarzystwie matki, sióstr i innych kobiet. Opisuje edukacje dziewcząt w pierwszej połowie XIX wieku, cykl świąt, postów, codziennych zwyczajów pobożnych ludzi, a zwłaszcza kobiet – ma to kluczowe znaczenie dla późniejszych rozczarowań wobec nowoczesności.
W tomie II głównym motywem jest konflikt w małżeństwie dotyczący przestrzegania żydowskich tradycji. Jej mąż Chonon Wengeroff stracił wiarę podczas pielgrzymki do Rebe – Menachem Mendel Schneerson Czemach Czdek (1789-1866). Stopniowo odszedł od tradycji i porzucił charakterystyczny strój, przyciął brodę oraz zrezygnował z koszernej diety. Z czasem ogłosił zerwanie z judaizmem. Odmówił błaganiom Pauliny, aby wrócić do starych obyczajów domagając się posłuszeństwa i powołując się na swoje „prawa jako mąż”, aby ją uciszyć. Następnie relacjonuje drogę do sukcesu swojego męża. Osiedlają się w Mińsku, gdzie Chonon zostaje dyrektorem w Banku Handlowym i radnym w Radzie Miejskiej (1880-1892). Zakładają szkołę zawodową dla ubogich dzieci żydowskich. Przestrzegano tam judaizmu, świąt żydowskich i dietetycznych zasady z wdrożeniem umiarkowanym Haskali. Było to ogromne źródło dumy dla niej i Chonona, który w ostatnich latach swojego życia rozpoczął powrót do tradycji. Opisuje również nieudane wysiłki, aby dać swoim dzieciom edukacje żydowską. Ostatecznie uzyskali anty-żydowską edukację – największa osobista tragedia. Według niej nie tylko jej dzieci, ale też inne zmieniły się pod wpływem nacisków, nieświadomości religijnej i obietnic zewnętrznego świata, aby ostatecznie odrzucić żydostwo. Tom II kończy się śmiercią Chonona w 1892 r.
W 1902 r. wydała wspomnienia swojego życia we Weszhod – najważniejsze rosyjskojęzyczne czasopismo żydowskie. Pisała o swojej samotności na starość i utracie kontroli nad domem co odczuwała jako kradzież jej przywilejów jako matriarchy. Zapisy pozostawiła dla swoich dzieci.
Zmarła w 1916 r. w Mińsku na Białorusi.